# 第2新東京市
第2新東京市（だいにしんとうきょうし）は、日本のアニメーション作品『新世紀エヴァンゲリオン』および『ヱヴァンゲリヲン新劇場版』とその派生作品に登場する架空の都市。長野県松本市のあたり、旧東京都に代わる日本の首都である。

## 概要
2000年9月13日に発生した「セカンドインパクト」の混乱の中、同年9月20日には新型爆弾が投下され、首都東京は壊滅した。そのため、日本臨時政府は東京の復興を断念し、2001年に暫定的な首都として長野県松本市を第2新東京市と改称して遷都した（第一次遷都計画）。その後国会で「第二次遷都計画」が承認され、将来の新首都として芦ノ湖北岸の神奈川県足柄下郡箱根町仙石原に第3新東京市を建設し、最終的にそこに遷都する予定である。
当初の脚本では、長野県長野市松代町が予定されており、作中の第2新東京市の眺望は、姨捨山付近（姨捨駅近辺、長野県）から長野市方面（松代含む）の眺望・地形と一致するが、雑誌『エヴァンゲリオン・クロニクル』では「松代に新首都を建設する計画もあったが最終的に松本になった」とあり、設定的には松本に決着した。松代は起動実験場として会話中に登場する。なお劇場版『DEATH』冒頭では、第2新東京市の所在地として「長野県第2新東京市（旧松本市）」と明確に記されている。
また同じく水没したニューヨークに代わって国際連合の本部も置かれている。